# Riccardo Luzzatto
Riccardo Luzzatto (Udine, 4 febbraio 1842 – Milano, 5 febbraio 1923) è stato un patriota, avvocato e politico italiano.

## Biografia
Esponente di una nota famiglia ebraica, Riccardo Luzzato fu volontario garibaldino a 18 anni quando il 5 maggio 1860 era tra I Mille di Quarto, 7ª compagnia, con Benedetto Cairoli. A Quarto, prima di partire per l'impresa, la madre Fanny Luzzato, amica di famiglia dei Cairoli e dei Fratelli Bandiera, lo affidò a Enrico Matteo Zuzzi. Partecipò alla campagna di Sicilia del 1860, quella dell'Aspromonte 1862 e a quella del Trentino del 1866. Fu presente a Teano all'incontro fra Vittorio Emanuele II e Giuseppe Garibaldi. Nell'elenco ufficiale dei partecipanti all'impresa, pubblicato sulla Gazzetta Ufficiale del Regno d'Italia del 12 novembre 1878, lo si trova al numero 563.
Fu poi avvocato e uomo politico di idee repubblicane e radicali, consigliere e assessore nel comune di Milano e deputato per San Daniele del Friuli e Codroipo dal 1892 al 1911. Durante la sua permanenza nel Parlamento italiano, fu relatore della legge che dichiarava il XX Settembre festa nazionale.
Massone,  fu membro del Grande Oriente d'Italia, votò a favore della mozione Bissolati per il divieto dell'insegnamento religioso nella scuola primaria.
Riccardo Luzzato, fervente interventista, fu nuovamente volontario nella guerra del 1915-18 e ricevette la medaglia d'argento al valor militare.
Luzzatto partecipò al congresso fondativo di piazza San Sepolcro dei Fasci italiani di combattimento svoltosi il 23 marzo del 1919.
La città di Udine lo ha ricordato intitolando a lui e al padre, Mario, una strada cittadina (Via Mario e Riccardo Luzzatto).
Morì a Milano nel 1923